# Municipio de Franklin (condado de Miller)
El municipio de Franklin (en inglés: Franklin Township) es un municipio ubicado en el condado de Miller en el estado estadounidense de Misuri. En el año 2010 tenía una población de 2641 habitantes y una densidad poblacional de 21,02 personas por km².

## Geografía
El municipio de Franklin se encuentra ubicado en las coordenadas 38°17′35″N 92°37′40″O / 38.29306, -92.62778. Según la Oficina del Censo de los Estados Unidos, el municipio tiene una superficie total de 125.66 km², de la cual 124.88 km² corresponden a tierra firme y (0.62%) 0.78 km² es agua.

## Demografía
Según el censo de 2010, había 2641 personas residiendo en el municipio de Franklin. La densidad de población era de 21,02 hab./km². De los 2641 habitantes, el municipio de Franklin estaba compuesto por el 96.71% blancos, el 0.42% eran afroamericanos, el 0.68% eran amerindios, el 0.15% eran asiáticos, el 0.19% eran isleños del Pacífico, el 0.42% eran de otras razas y el 1.44% pertenecían a dos o más razas. Del total de la población el 1.29% eran hispanos o latinos de cualquier raza.